# كلمة (مقاطعة كلاردشت)
كلمة (بالفارسية: کلمه) هي قرية تقع في قسم كلاردشت الشرقي الريفي (مقاطعة كلاردشت) في إيران. يقدر عدد سكانها بـ 406 نسمة .